# Bodil Rasmussen
Bodil Steen Rasmussen (ur. 12 grudnia 1957 we Fredericii) – duńska wioślarka, brązowa medalistka olimpijska.

## Kariera
Wystąpiła na igrzyskach olimpijskich w Los Angeles w 1984, gdzie osada Dani w składzie: Hanne Eriksen, Birgitte Hanel, Lotte Koefoed, Bodil Steen Rasmussen i Jette Hejli Sørensen zdobyła brązowy medal, plasując się o 1,91 sekundy za osadą Rumunii i o 0,45 sekundy za osadą USA. Był to jej jedyny start olimpijski.
W tej samej konkurencji zajęła także szóste miejsce na mistrzostwach świata w Monachium (1981) i siódme na mistrzostwach świata w Duisburgu (1983).